# Sent Julian d'Arpaon
Sent Julian d'Arpaon (en francès Saint-Julien-d'Arpaon) és un municipi del departament francès del Losera a la regió d'Occitània.

## Monuments i llocs turístics
- Castell de Sent Julian d'Arpaon, castell del segle xiii